# Convolvulus lineatus
Convolvulus lineatus L. – gatunek pnącza należący do rodziny powojowatych. Występuje naturalnie w Afryce Północnej oraz Hiszpanii.

## Rozmieszczenie geograficzne
Gatunek rośnie naturalnie w Hiszpanii, w Maroku, Algierii, Tunezji, Libii oraz Egipcie.

## Morfologia
KorzenieDorastają do 15 cm.
ŁodygaDorasta do wysokości 15–30 cm i szerokości 30–38 cm.
KwiatyBiałe lub kremowe. Kwiaty rozwijają się od później wiosny do połowy lata.

## Biologia i ekologia
Roślina wieloletnia. Rośnie w strefach mrozoodporności od 7a do 10b. lubi stanowiska w pełnym nasłonecznieniu. Preferuje gleby o odczynie od lekko kwaśnego do lekko zasadowego (6,1–7,8 pH).